# Peugeot 206
| Sonstige Messwerte                        |                                 |
| CO2-Emission:                             | 113–204 g/km                    |
| Kraftstoffverbrauch kombiniert (EG-Norm): | 4,3–8,6 l/100 km                |
| Sterne im Euro-NCAP-Crashtest             | 4 Sterne im Euro-NCAP-Crashtest |

Der Peugeot 206 ist ein Kleinwagen des französischen Fahrzeugherstellers Peugeot. Das Fahrzeug kam im Sommer 1998 als Nachfolger des Peugeot 205 auf den Markt. Die Karosserie entwarf Murat Günak. Das Fahrzeug wurde im französischen Werk Poissy und in Mülhausen bis 2013 produziert. Die Kombi-Version SW wurde bis Dezember 2006 auch im englischen Ryton-on-Dunsmore gebaut. Bis Dezember 2012 wurden 8.358.217 Peugeot 206 hergestellt. Das Modell 207 Compact (206+) wurde in Argentinien noch bis Ende 2016 produziert. Von Iran Khodro wird er noch immer gebaut – sowohl als Peugeot 206 als auch als IKCO Runna. Bis Ende 2018 wurden etwa 10 Millionen Peugeot 206 hergestellt.

## Modellgeschichte
Im August 1998 führte Peugeot den 206 auf dem Markt ein. Er ersetzte den seit 15 Jahren verkauften 205, der wegen lückenhafter Sicherheitsausstattung mit der modernen Konkurrenz nicht mehr mithalten konnte. Basisvarianten des 206 sind die drei- und fünftürigen Schräghecklimousinen. Im Spätsommer 2000 erschien der 206 CC, ein Coupé-Cabriolet mit zweiteiligem elektrohydraulischen Klappdach, das Peugeot als Spaßauto positioniert.
Eine im Juli 2002 eingeführte Kombivariante SW (inoffiziell Station Wagon) basiert auf der fünftürigen Limousine mit unverändertem Radstand, aber wegen des 19,3 cm größeren hinteren Überhangs vergrößertem Kofferraum. Besonderes Merkmal des Wagens ist die separat zu öffnende Scheibe der Heckklappe.

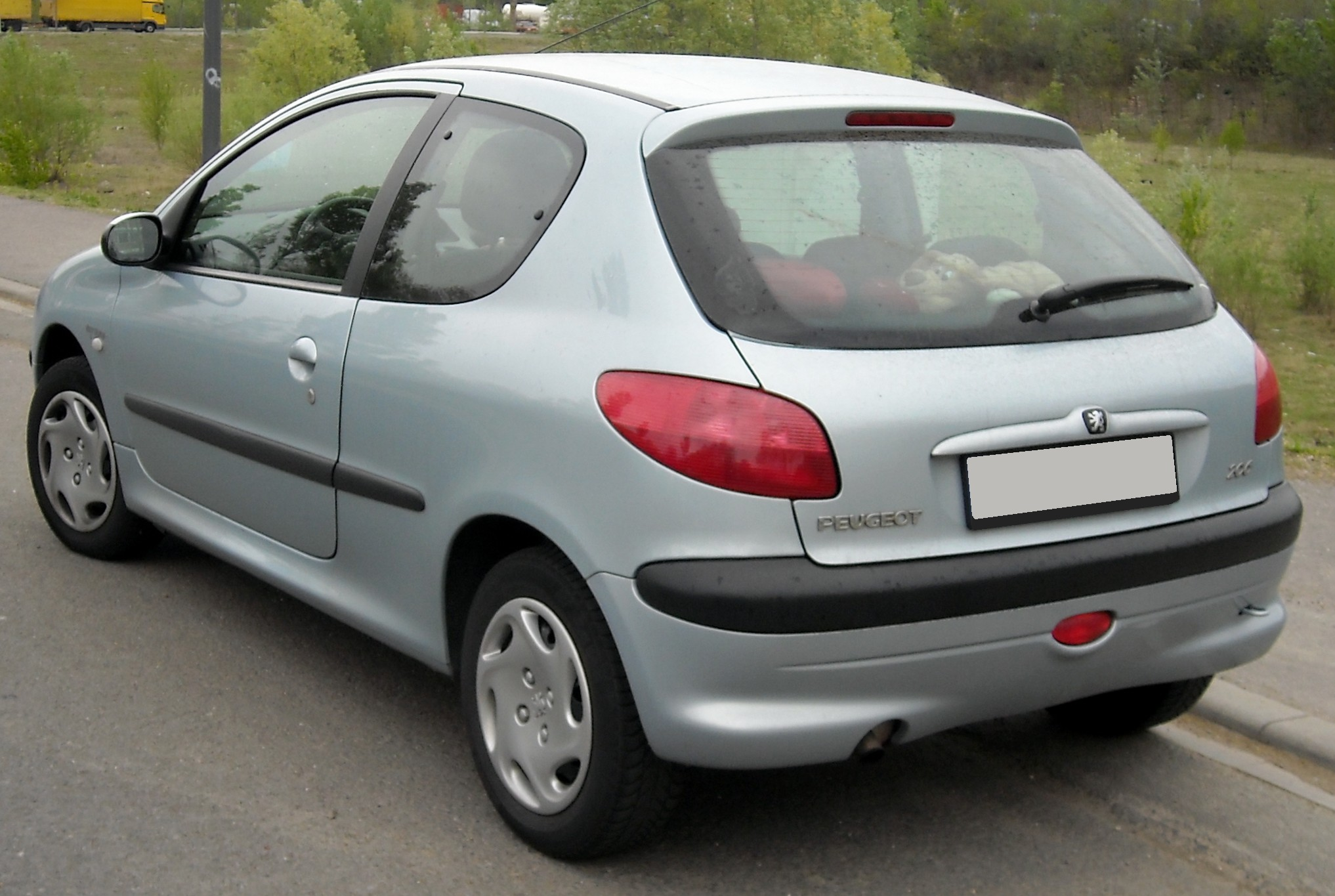
Heckansicht
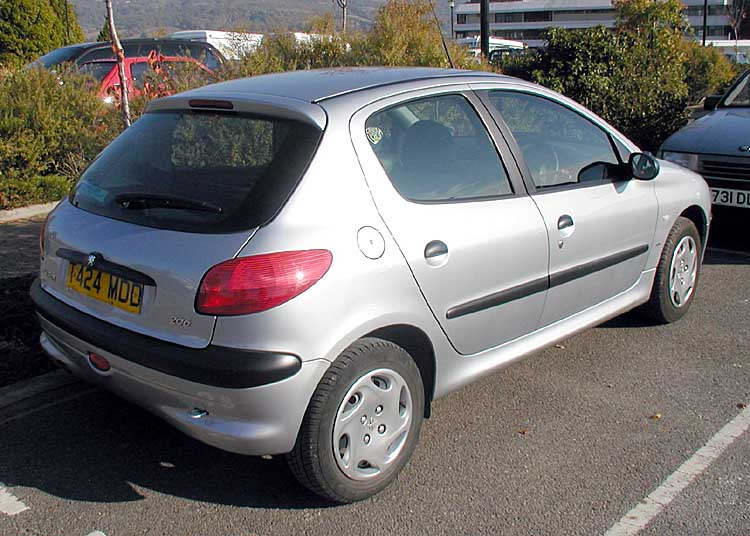
Peugeot 206 Fünftürer (1998–2003)
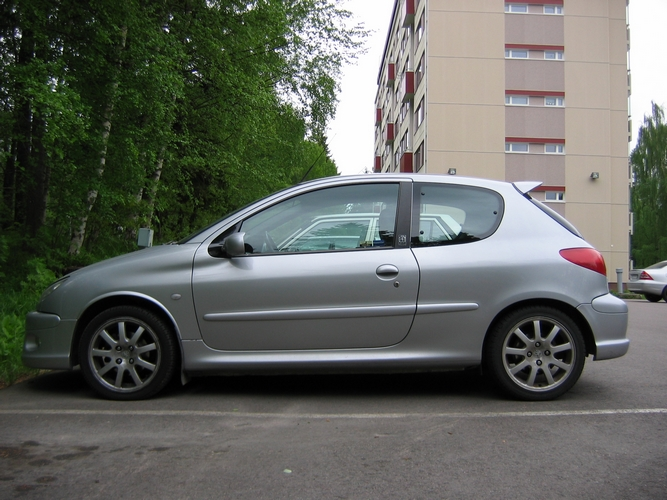
Peugeot 206 GT (1999)
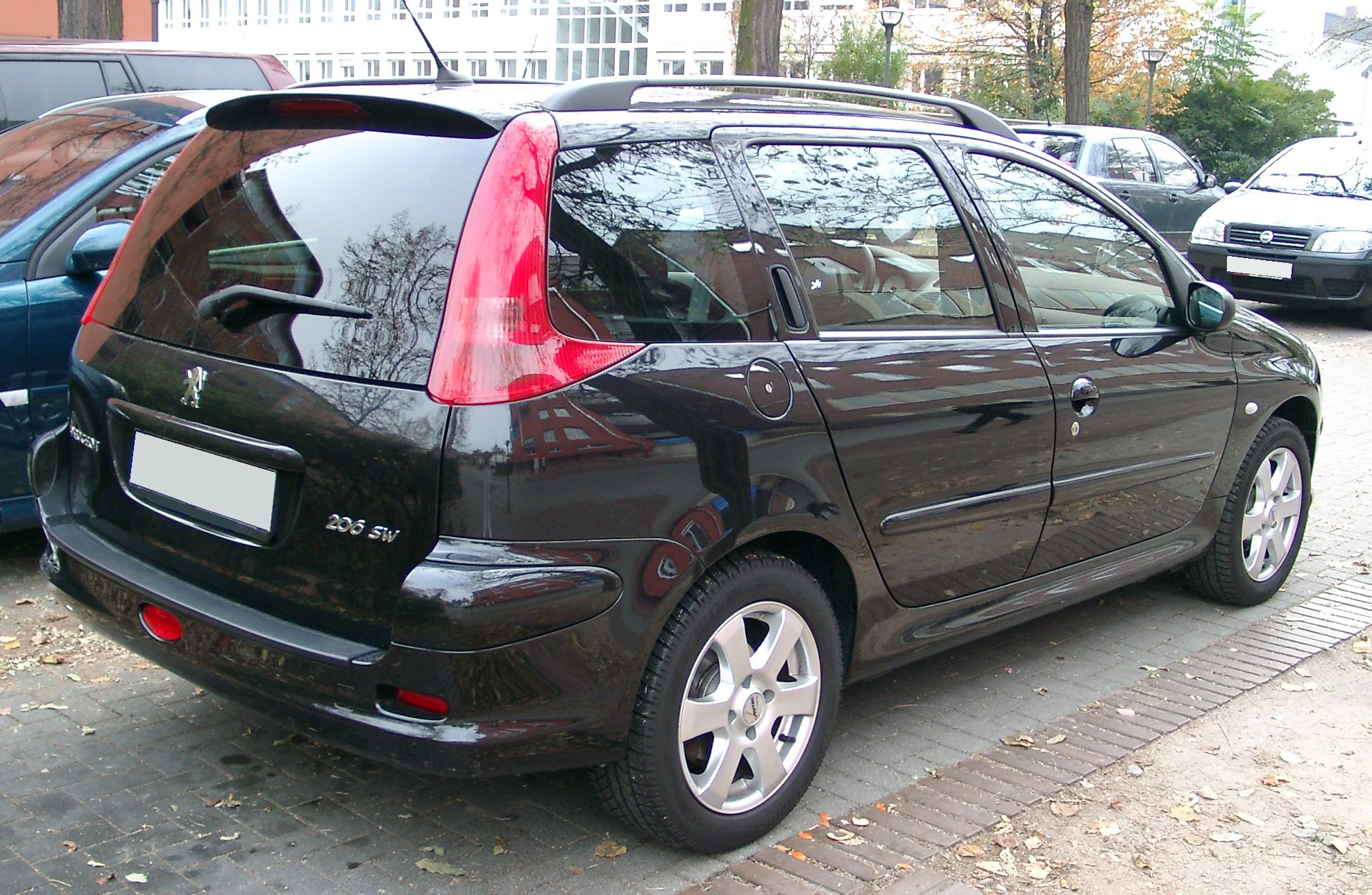
Peugeot 206 SW (2002–2003)

### Modellpflege
Im März 2003 erhielt die gesamte Baureihe ein dezentes Facelift mit Klarglasscheinwerfern, modifizierten Rückleuchten, ein größeres Logo am Heck statt auf dem Kofferraumhaltegriff sowie in Wagenfarbe lackierte Stoßstangen (hier modellabhängig). Die auffälligen Lufteinlässe an der Front sind rein motorabhängig und nicht Bestandteil des Facelifts.
Hinzu kamen ein neuer 1,4-l-16V- und ein 2,0-l-16V-Motor, letzter nur für die Sportversionen RC, WRC, S16 (bis zum Baujahr 1999 GTi genannt) und GT.
Auch in der Fahrzeugelektronik ab 2000 hielt eine Neuerung Einzug, von CAN / CAN wurde auf Multiplex umgestellt, womit eine bessere Fahrzeugfehlerdiagnostik möglich ist.
S16-Modell
Diese Fahrzeugvariante gab es mit 2 verschiedenen Motoren, einmal von 1998 bis 1999 mit dem Typ RFR (wie im GT) mit 99 kW (135 PS) und von 1999 bis 2003 mit dem Typ RFN mit besseren Abgaswerten und 101 kW (138 PS). An der Front hat der S16 einen anderen Grill, einen größeren Lufteinlass in der Stoßstange, Klarglasscheinwerfer und größere Nebelscheinwerfer als die kleineren Leistungsstufen, ausgenommen davon war die Diesel-Variante mit dem 2-Liter-DW-Motor.
Bei den älteren Modellen der S16-Reihe befand sich über den vorderen Radläufen eine Verbreiterungsleiste, diese wurde auch beim GTI Modell verwandt, wobei sich die Reifengröße stark einschränkte auf 195/55R15 mit der verwendeten Felge 6.5 J 15 H2, später wurde diese dann weggelassen.
GT-Modell
Der GT basiert auf dem S16, wobei er mit dem RFR-Motor mit 99 kW (135 PS) ausgeliefert wurde.
Als Homologationsmodell für die WRC mussten 4000 Fahrzeuge gebaut werden, die für die angestrebte Klasse, leider nicht lang genug waren, weshalb man die Front- und Heckschürze durch spezielle Teile von ZENDER ersetzte, die auch zur Nachrüstung an anderen 206 nur über den Peugeot-Zubehörkatalog erhältlich war.
Ebenso trug er die vom S16 übernommenen Verbreiterungsleisten an den Kotflügeln.
Bei der Bereifung griff man auf die Größe 205/45 R16 mit „Ouragan“-Rädern 6J/16 H2 zurück.  Außerdem trug der GT eine Plakette mit einer vierstelligen Nummer und einem GT Signet. Diese Plakette identifizierte, den wievielten von angeblich nur 4000 gebauten Wagen man vor sich hatte.
Im Innenraum herrschte graues Alcantara und schwarzes Leder vor.
Bekannte Mängel waren eine häufig „eiernde“ Riemenscheibe, was zu Quietschgeräuschen aus dem Motorraum führte, sowie das dünne Leder der Sportsitze, das immer wieder im Bereich der Kunststoffabdeckung der Seitenairbags aufzureißen begann.

#### RC-Modell
Der RC (auch GTI 180 in Großbritannien und Australien), gebaut von 2003 bis 2005, bot als Topmodell mit dem Preis von 21.500 € im Jahr 2003 eine Serienausstattung wie Klimaautomatik, verstellbare und beheizte Recaro-Schalensitze mit RC-Logo, anklappbare Spiegel, Regensensor, in Wagenfarbe lackierte Stoßfänger sowie Schutzleisten und Türgriffe, Aluminiumauflage an Pedalen, Schaltknauf und Tankdeckel, 17" Atlantis-Aluminiumräder mit 205/40R17-Reifen, verchromte Doppelauspuffrohre, Chromzierleiste an der Frontschürze, Innenausstattung zum Teil aus Leder und Alcantara und einen Dachflügel, der bis zu 250 N Abtrieb erzeugt. Für den von der Firma Mecachrome aufgebauten Motor wurde ein technisch aufwendiger (und daher teurer) Fächerkrümmer sowie ein Metall-Katalysator verwendet.
Auf der Einlass-Seite wurde ein Helmholtz-Resonator, der in einen Aluminium-Verteiler mündet, für bessere Luftzufuhr eingesetzt. Der DOHC-Motor EW10J4S (RFK) bekam eine variable Einlass-Nockenwellensteuerung (VVT) und eine 5-fach gelagerte, feinausgewuchtete Kurbelwelle, um die maximale Drehzahl von 7300/min zu erreichen. Ein leichteres Schwungrad sorgt für schnelleres Hochdrehen des Motors. Laut Werksangabe leistet er 130 kW (177 PS) bei 7000/min und ein maximales Drehmoment von 202 Nm bei 4750/min.
Die Beschleunigung von 0–100 km/h beträgt laut Werksangabe 7,4 Sekunden. Der erste Gang ist im Vergleich zu den S16-Modellen verlängert (66 km/h bei 7000/min).
Das Fahrwerk wurde den Fahrleistungen angepasst mit härteren Federn vorne und anderer Stoßdämpferabstimmung. An der Verbundlenker-Hinterachse wurden die Verstärkungsstreben des 206 SW für bessere Kurvenstabilität eingebaut.
Die Bremsanlage ist gegenüber anderen Varianten verstärkt. Vorne gibt es 26 mm starke, innenbelüftete Scheiben mit 283 mm Durchmesser, hinten Scheiben 247 mm × 8 mm.
Das WRC-Modell war zudem noch mit Sponsor-Aufklebern, getönten Heck- und Ausstellfenstern, WRC-Fußmatten und spezieller Lackierung ausgestattet. Die Version von 2003 (Edition 1) war Chronos-Silber, die Version von 2004 (Edition 2) war Nevada-Rot.
Mitte 2006 lief zudem die Montage von Teilesätzen in Malaysia als Naza Bestari an. Seit Ende 2006 ist auf einigen Märkten im Nahen Osten die Stufenheckvariante 206 Sedan erhältlich, die bei Iran Khodro gefertigt wird.

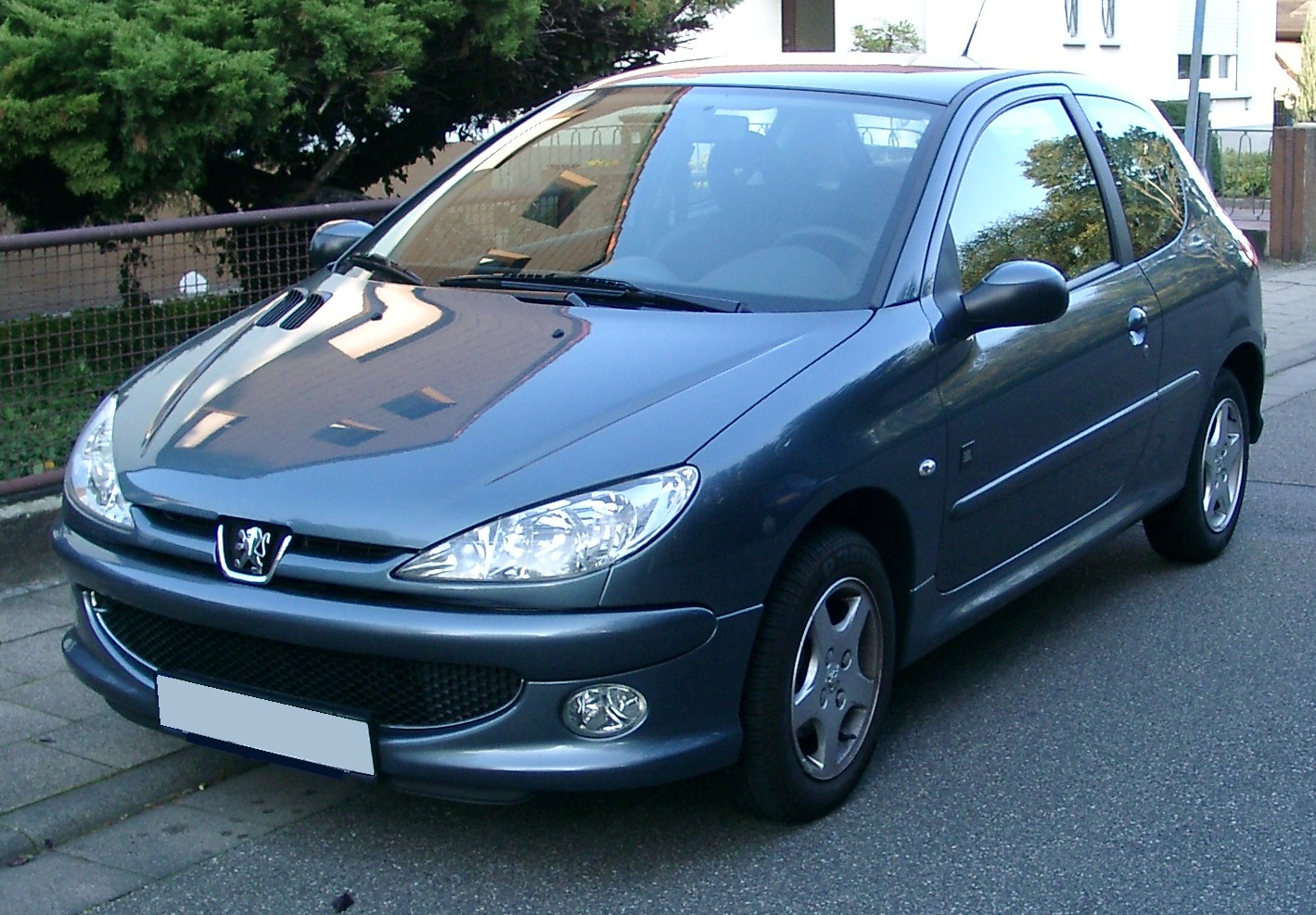
Peugeot 206 Dreitürer (2003–2009)
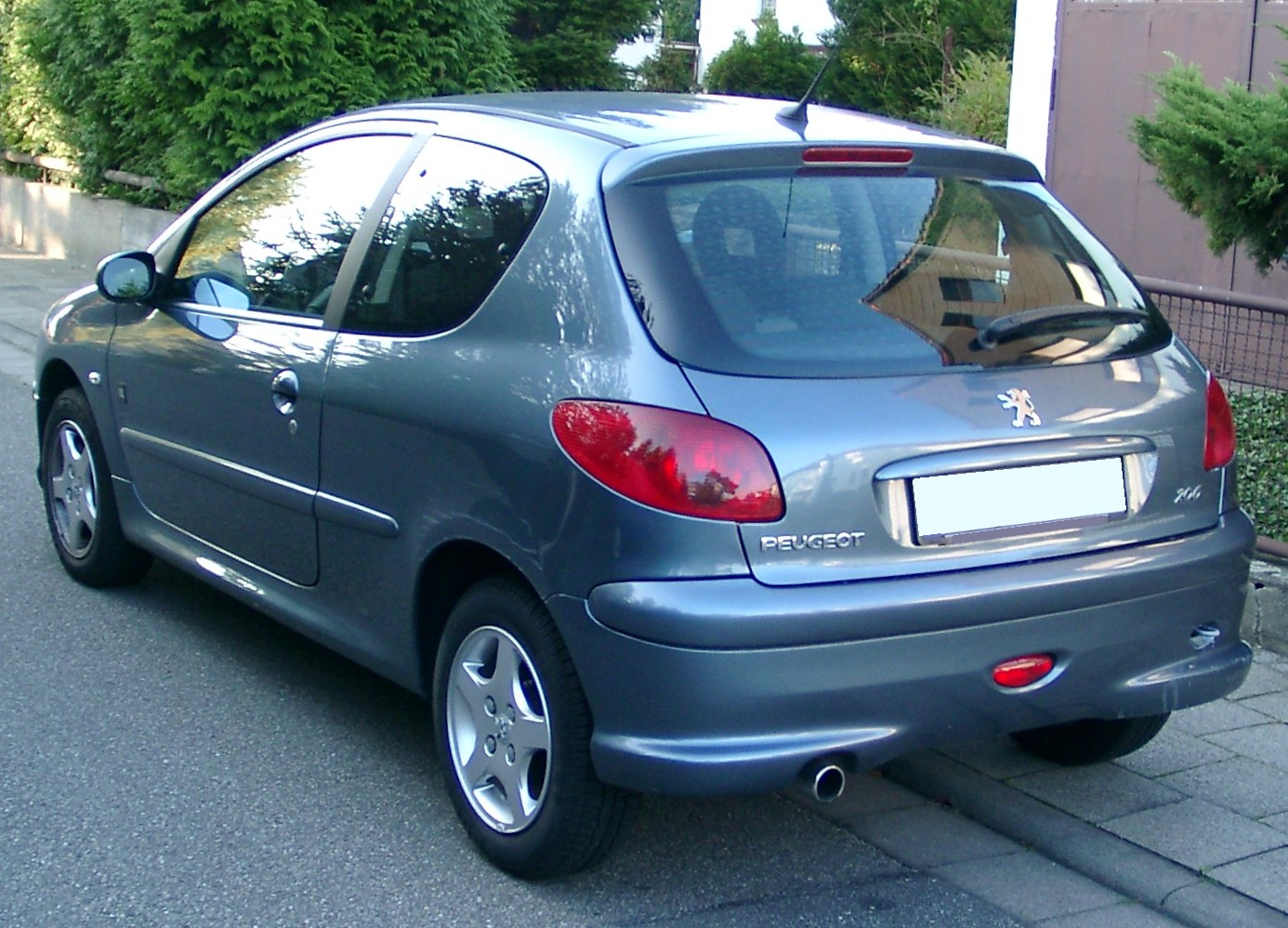
Heckansicht
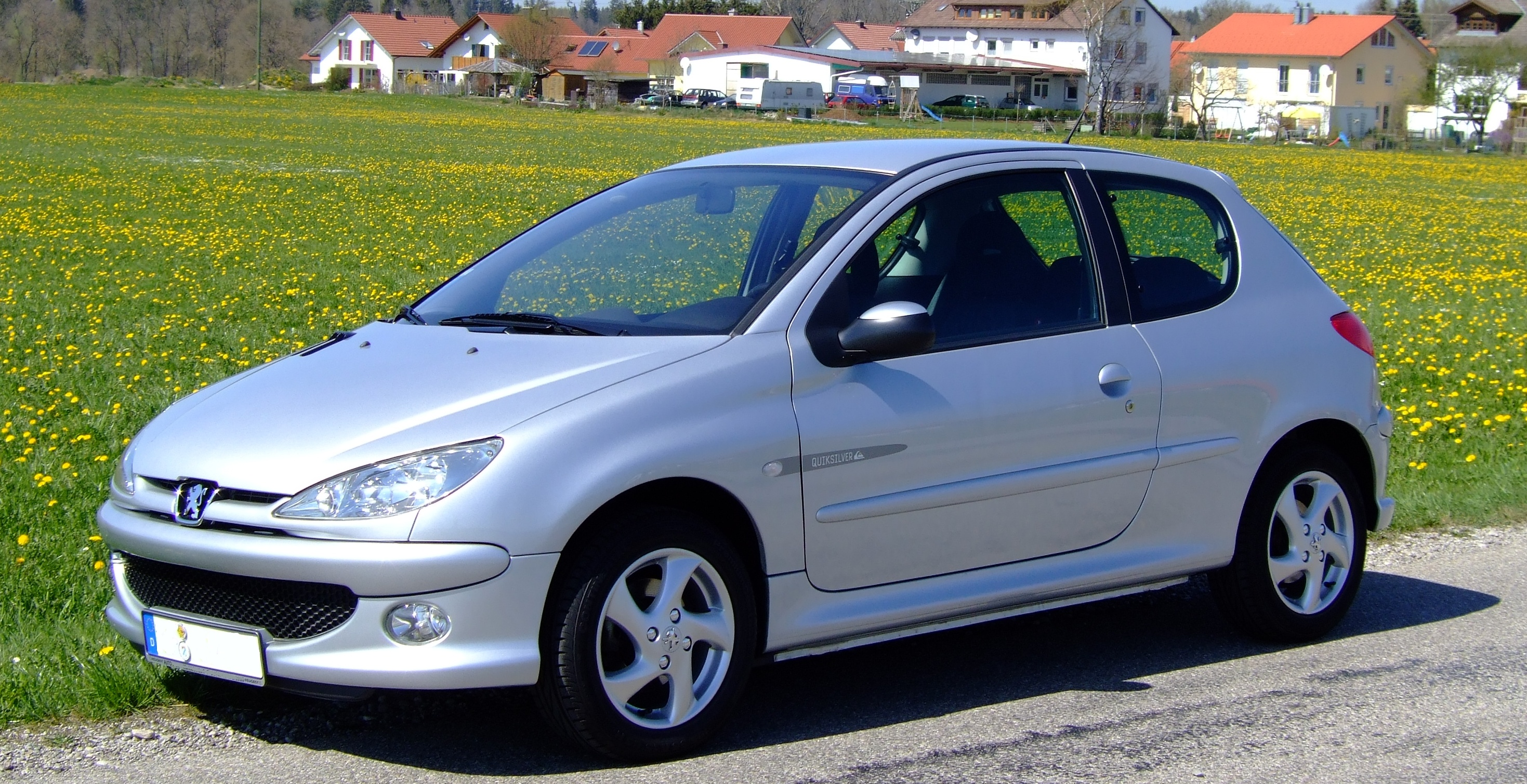
Peugeot 206 als „Quiksilver“-Edition
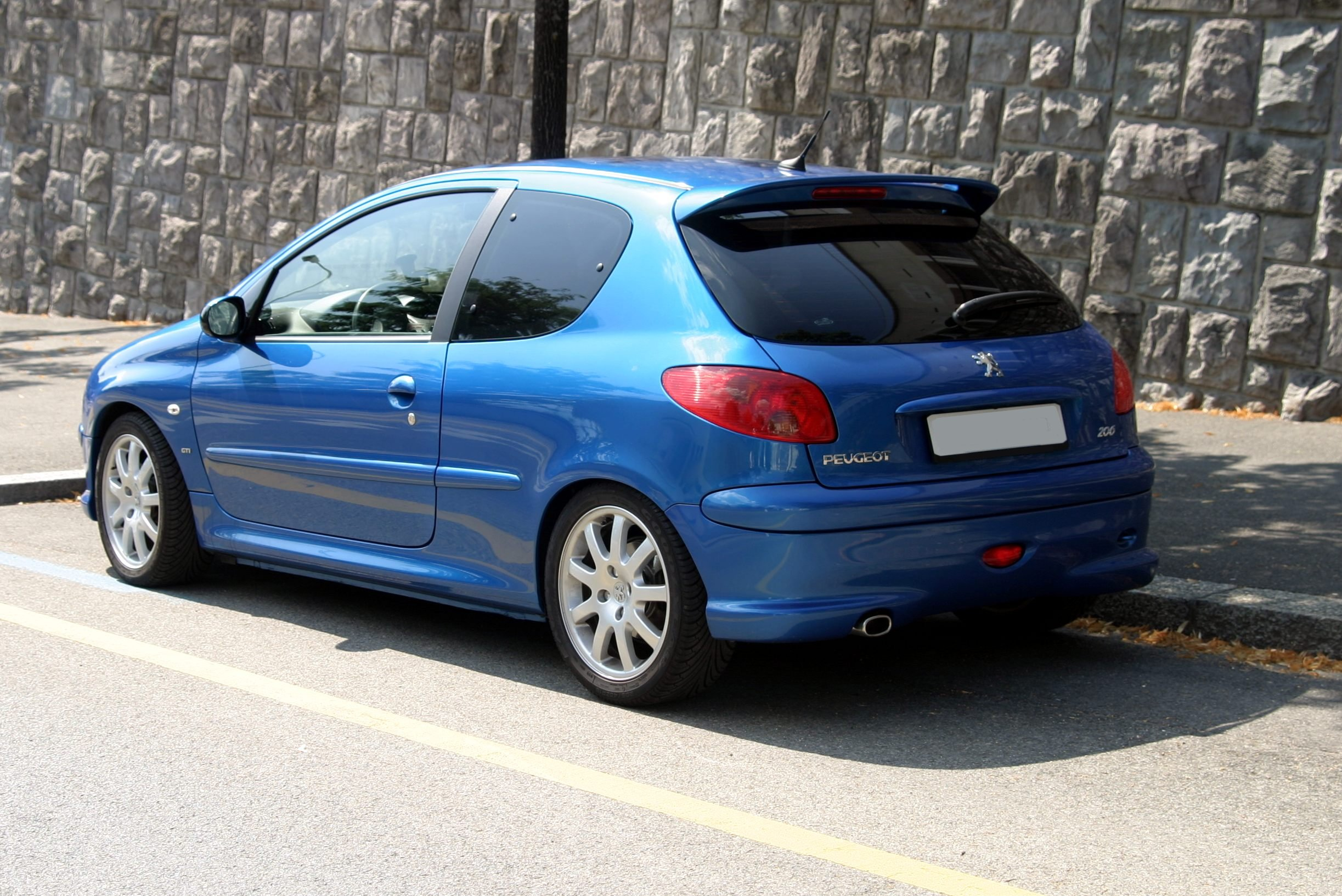
Peugeot 206 S16 (2003–2004)
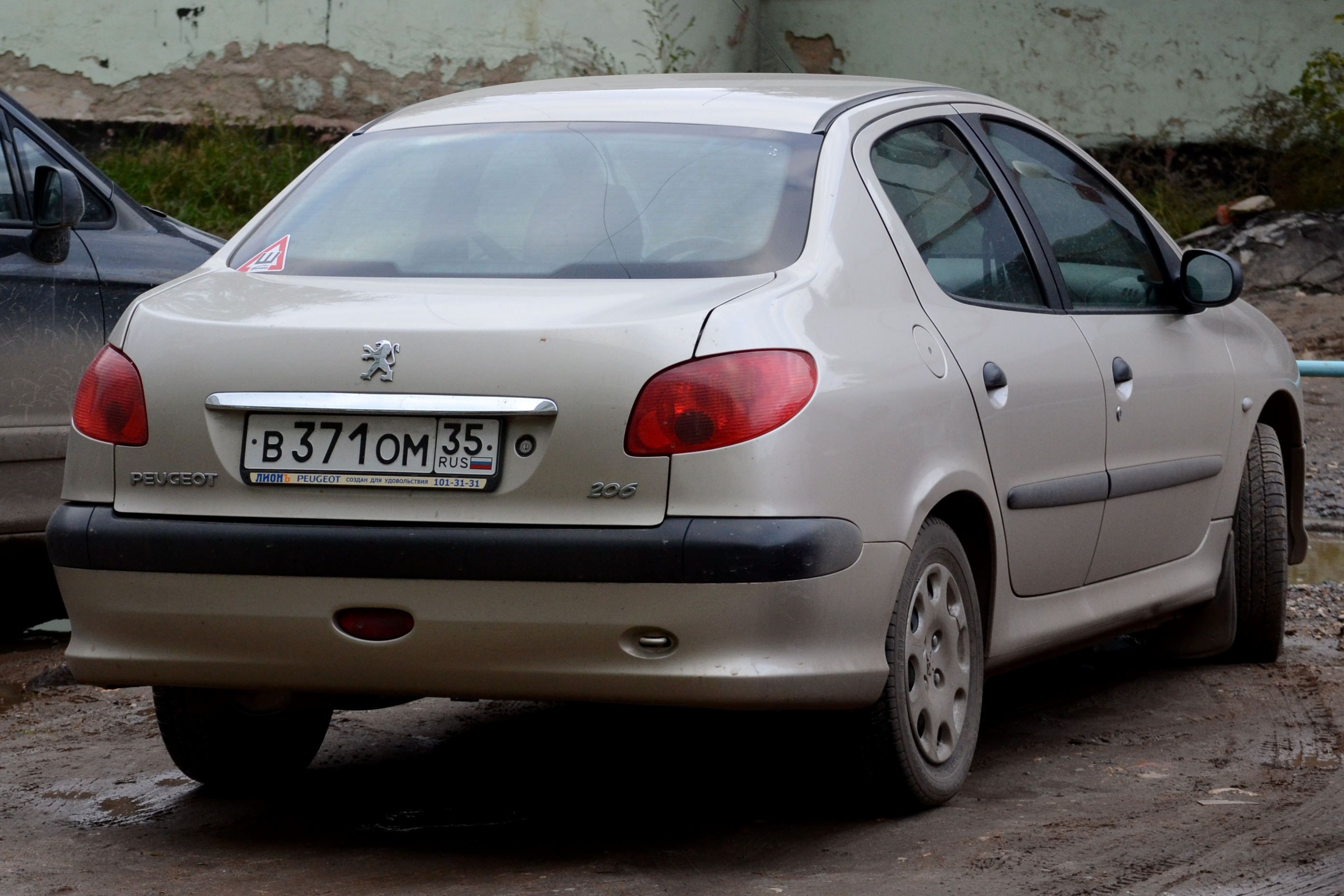
Peugeot 206 Sedan

Mit mehr als fünf Millionen verkauften Fahrzeugen bis 2005 wurde der Peugeot 206 in Europa zum erfolgreichsten Kleinwagen. In Deutschland war er vier Jahre lang (von 2001 bis 2004) das meistverkaufte Importauto und ist dort seit Juli 2007 der meistverkaufte Peugeot überhaupt.

### 206 CC
Der Peugeot 206 CC wurde von September 2000 bis Februar 2007 hergestellt und war mit einem von zwei Ottomotoren oder einem Dieselmotor lieferbar. Das Fahrzeug beerbte das Peugeot 205 Cabriolet, das 1996 eingestellt worden war. Nachfolger war der im März 2007 vorgestellte Peugeot 207 CC.
Der 206 CC ist das erste preisgünstige Cabrio mit elektrohydraulischem Klappdach. Er wurde bereits 1999 auf zahlreichen Automessen gezeigt und rief ein sehr positives Kundenecho hervor, was auch dazu beitrug, dass er das seinerzeit meistverkaufte Cabriolet in Europa wurde.
Das seriennahe Modell wurde ähnlich der Studie präsentiert. Einige spielerische Details blieben dabei außen vor, wie die punktförmigen Lampen der Bremsbeleuchtung auf dem hinteren Heckdeckel. Diese waren in die darauf befindlichen „Kiemen“ integriert, die dem Auto etwas Yacht-Ähnliches geben. Andere Details der Studie entfielen, wie zum Beispiel die Herz-Symbole an den leicht rosa wirkenden Sitzen, durch die die Studie anfangs auch ein bisschen den Charakter eines „Barbie & Ken-Autos“ bekam.
Peugeot schloss mit diesem Fahrzeug an seine Tradition im Bereich der Klappdach-Cabrios an. So hatte Peugeot bereits in den 1930er-Jahren ein ähnliches Fahrzeug im Programm (den Peugeot 402 Eclipse). Dessen Idee wurde 1996 mit der Einführung des Mercedes-Benz SLK wieder aufgegriffen. Der an diesem Fahrzeug mitwirkende türkische Designer Murat Günak war nach seinem Wechseln von Mercedes zu Peugeot federführend für die äußere Form des Peugeot 206 (und 206 CC sowie 307) verantwortlich. Die Dachkonstruktion des CC entstand zusammen mit dem französischen Karosseriebau-Spezialisten Heuliez und ist eng mit der ebenfalls von Heuliez stammenden Konstruktion des offenen Opel Tigra verwandt. Der 206 CC stellt die Designer vor die gleichen Herausforderungen wie alle Fahrzeuge mit zweiteiligem Klappdach. Diese Dachkonstruktionen belegen in offenem Zustand sehr viel Platz im Fahrzeugheck, das deswegen stets sehr hoch und breit ausfällt, was mehr oder weniger geschickt kaschiert wird, im Fall des 206 CC durch die bootsheckartige Gestaltung mit Reling links und rechts und Rippen auf dem Heckdeckel.
Um die Baulänge des Kofferraums in Grenzen zu halten, darf das Dachelement über den Sitzen nicht zu lang werden. Deswegen hat der 206 CC wie die meisten anderen Klappdach-Cabrios eine extrem weit nach hinten gezogene Windschutzscheibe, die sehr dicht an die Köpfe der vorn Sitzenden heranreicht und bei Personen über 1,90 Meter zu einem unangenehmen „Brett-vor-dem-Kopf-Gefühl“ führt.
Das Fahrzeug war bereits kurz nach seiner Einführung vergriffen und zog sehr lange Lieferzeiten nach sich. Später wurde auch ein ähnliches Klappdach-Cabrio des Peugeot 307 nachgeschoben. Die Cabrios von Peugeot avancierten zu den beliebtesten offenen Fahrzeugen auf dem deutschen Markt. Der 206 CC ist ein wertstabiles Fahrzeug auf dem Gebrauchtwagenmarkt, speziell in der später nachgereichten 80 kW starken Dieselvariante mit Rußpartikelfilter.

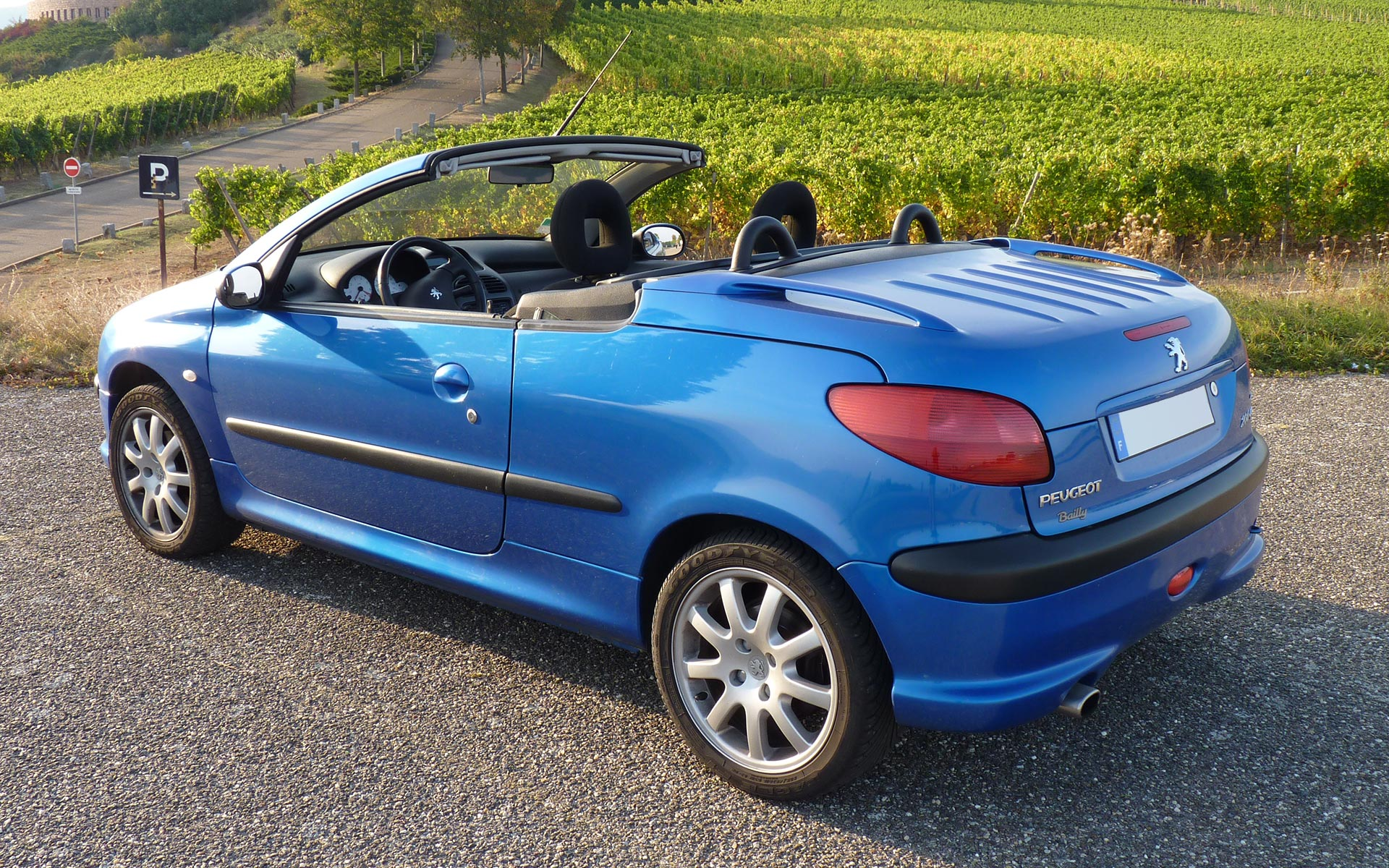
Peugeot 206 CC (2000–2003)
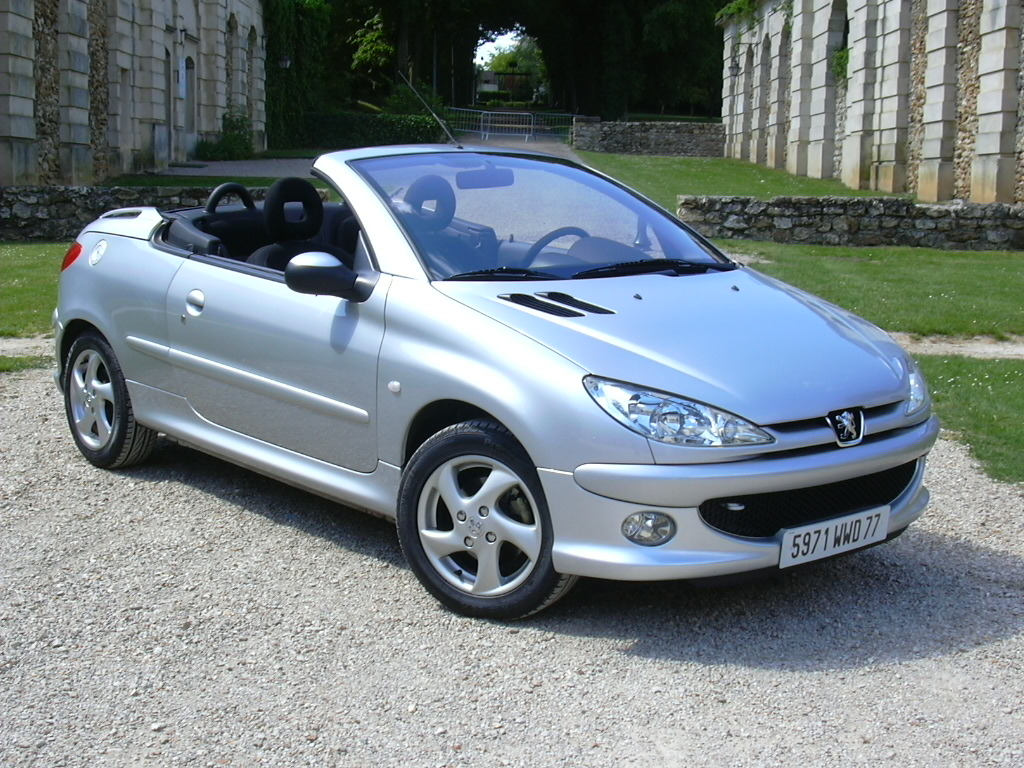
Peugeot 206 CC (2003–2007)
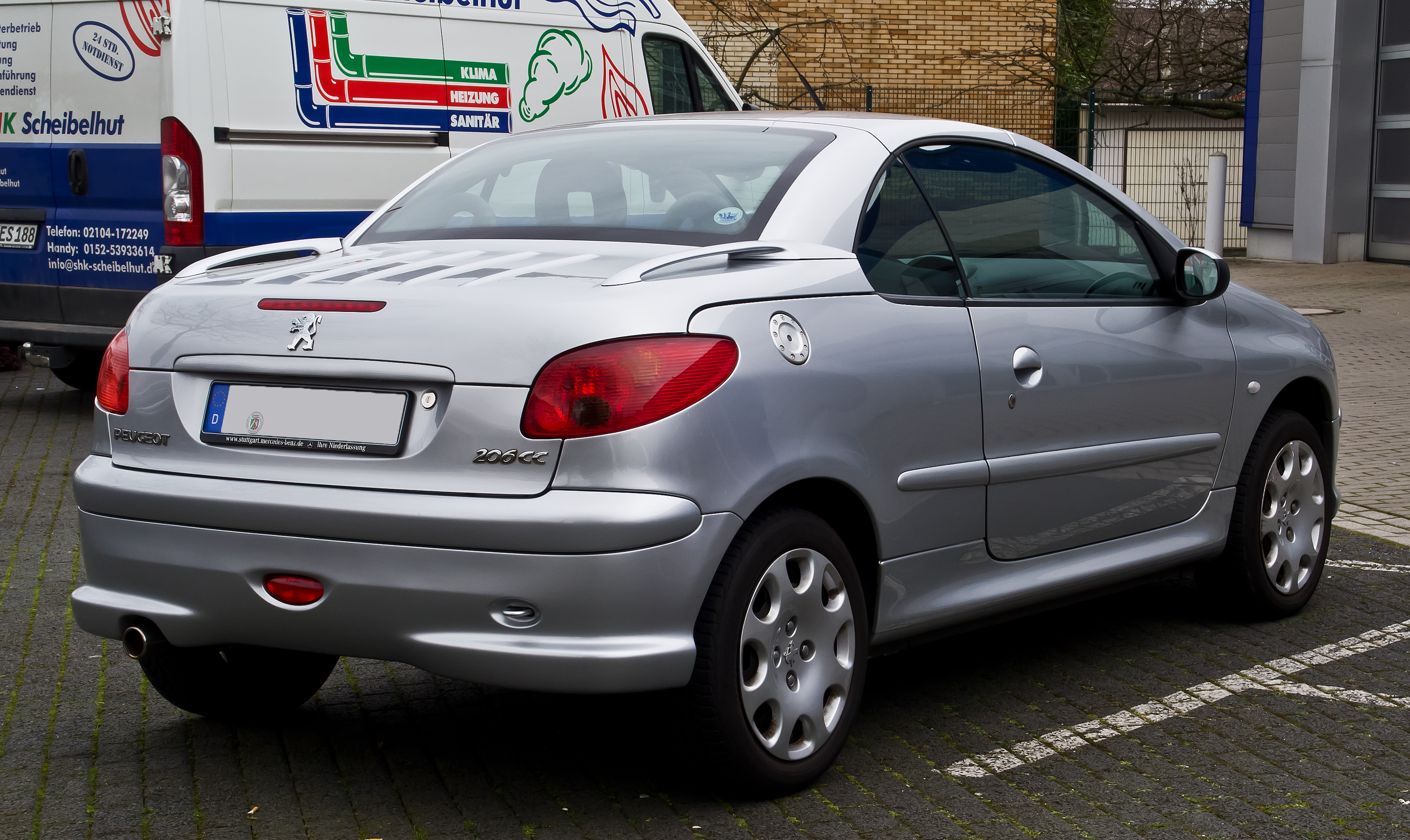
206 CC mit geschlossenem Verdeck

### 206+
Mit dem Erscheinen der Peugeot 207 CC und SW im Frühjahr bzw. Sommer 2007 wurde die Produktion der entsprechenden Modellvarianten von Peugeot 206 eingestellt und seit März 2009 durch den preisgünstigen 206+ ersetzt. Die Frontpartie und die Armaturen ähneln dem 207, während das Heck mit neu gestalteten Stoßfängern und Heckleuchten vom 207 abweicht. Der 206+ wurde als drei- oder fünftürige Variante mit Ottomotoren mit 1,1 Liter Hubraum und 44 kW (60 PS), 1,4 Liter und 55 kW (75 PS) oder einem 50-kW-Dieselmotor (1.4 HDI éco 70, ab Modelljahr 2011 1.4 HDi 70 FAP mit Dieselrußpartikelfilter) angeboten.
In einigen südamerikanischen Märkten wird der 206+ seit Dezember als 207 Compact gebaut. Der Zusatz „Compact“ dient hier der Unterscheidung vom ebenfalls erhältlichen 207, der jedoch – als teures Importfahrzeug – nur als CC und RC angeboten wird. Aus diesem Grund ist der 207 Compact beispielsweise in Argentinien fünftürig mit Schrägheck, als Limousine und Kombi (SW) erhältlich.
In Westeuropa hatte der Wagen serienmäßig 5-Gang Schaltgetriebe, Servolenkung, Antiblockiersystem, innenbelüftete Scheibenbremsen vorn und Trommelbremsen hinten, Front- und Seitenairbags, Lenksäule und Fahrersitz mit Höhenverstellung, Zentralverriegelung mit Funkfernbedienung, elektrische Fensterheber, Drehzahlmesser, Nebelscheinwerfer, eine 40/60 geteilte Rücksitzlehne und die Radiovorbereitung für zwei Lautsprecher vorn mit Dachantenne, die allerdings nach einiger Zeit von Peugeot weggelassen wurde. Kopfairbags wurden für den 206+ nicht angeboten; das Elektronische Stabilitätsprogramm ESP mit Antriebsschlupfregelung ASR war für den 44-kW-Motor nicht und sonst nur zusammen mit der manuellen Klimaanlage im Paket erhältlich, ebenso elektrisch verstellbare Außenspiegel nur mit Bordcomputer. Mit Modelljahr 2011 wurde ESP Teil der Serienausstattung.
Von Februar 2012 bis Dezember 2012 war der 206+ als Sondermodell Generation erhältlich, anschließend wurde er aus dem Programm genommen.

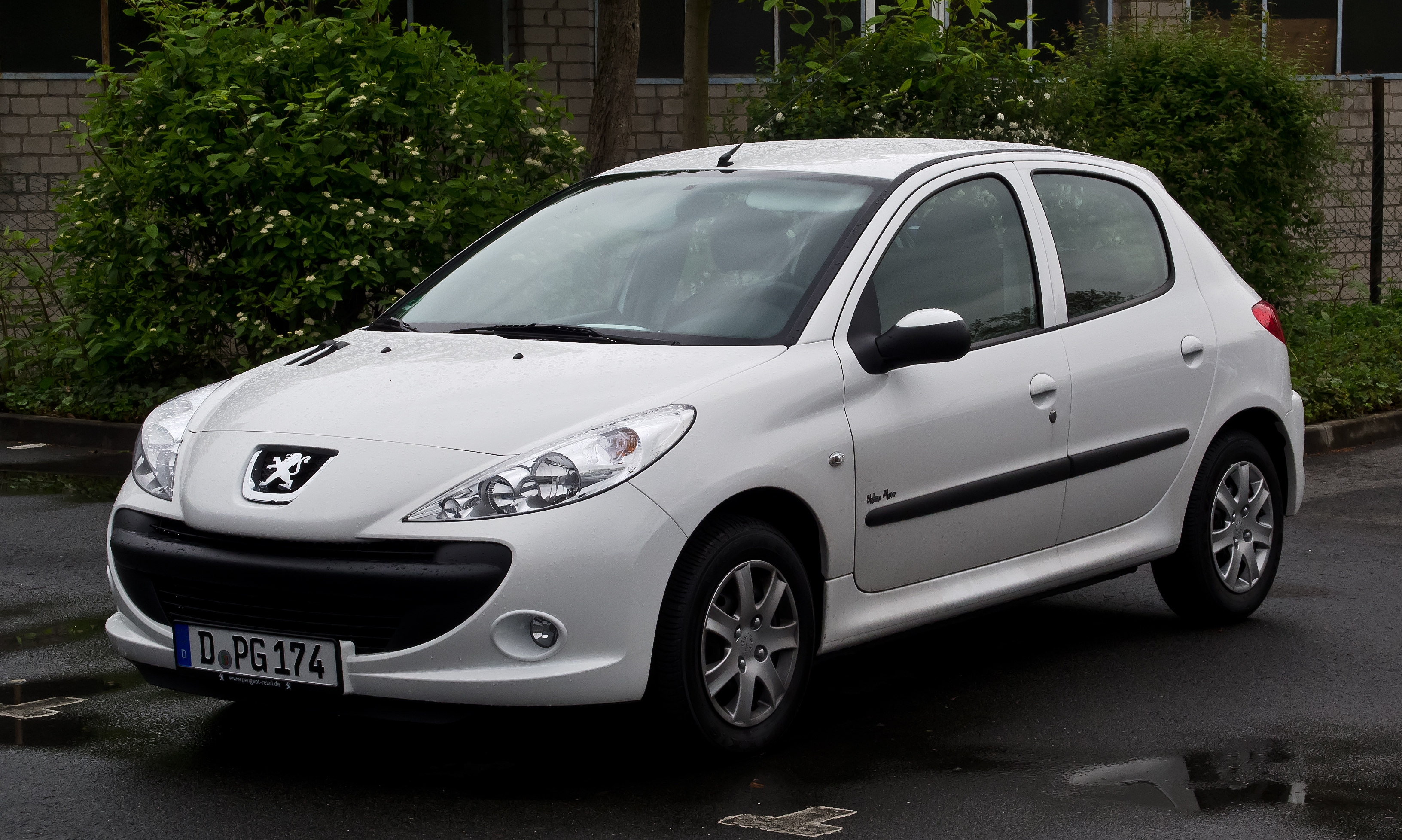
Peugeot 206+ (2009–2012)
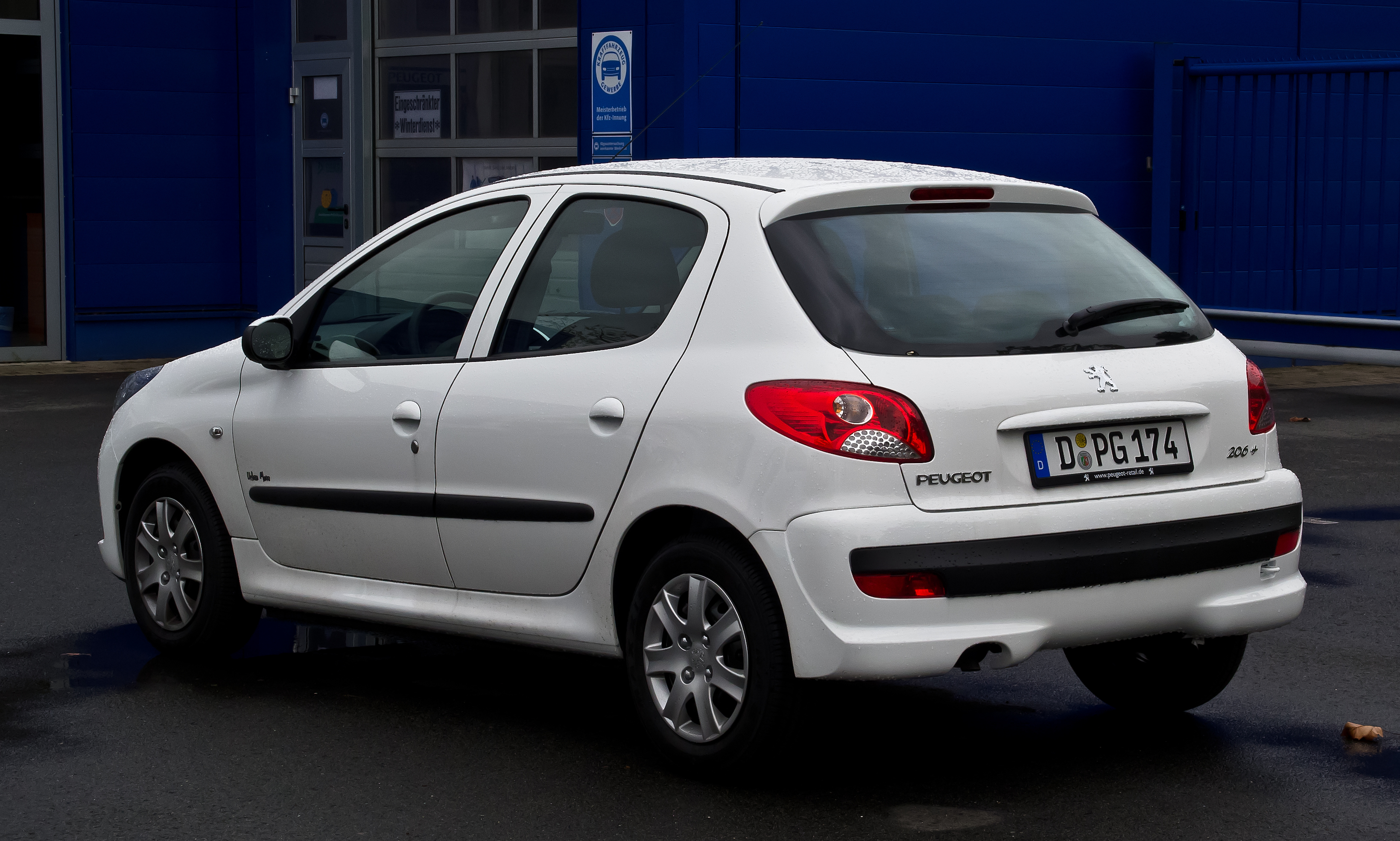
Heckansicht
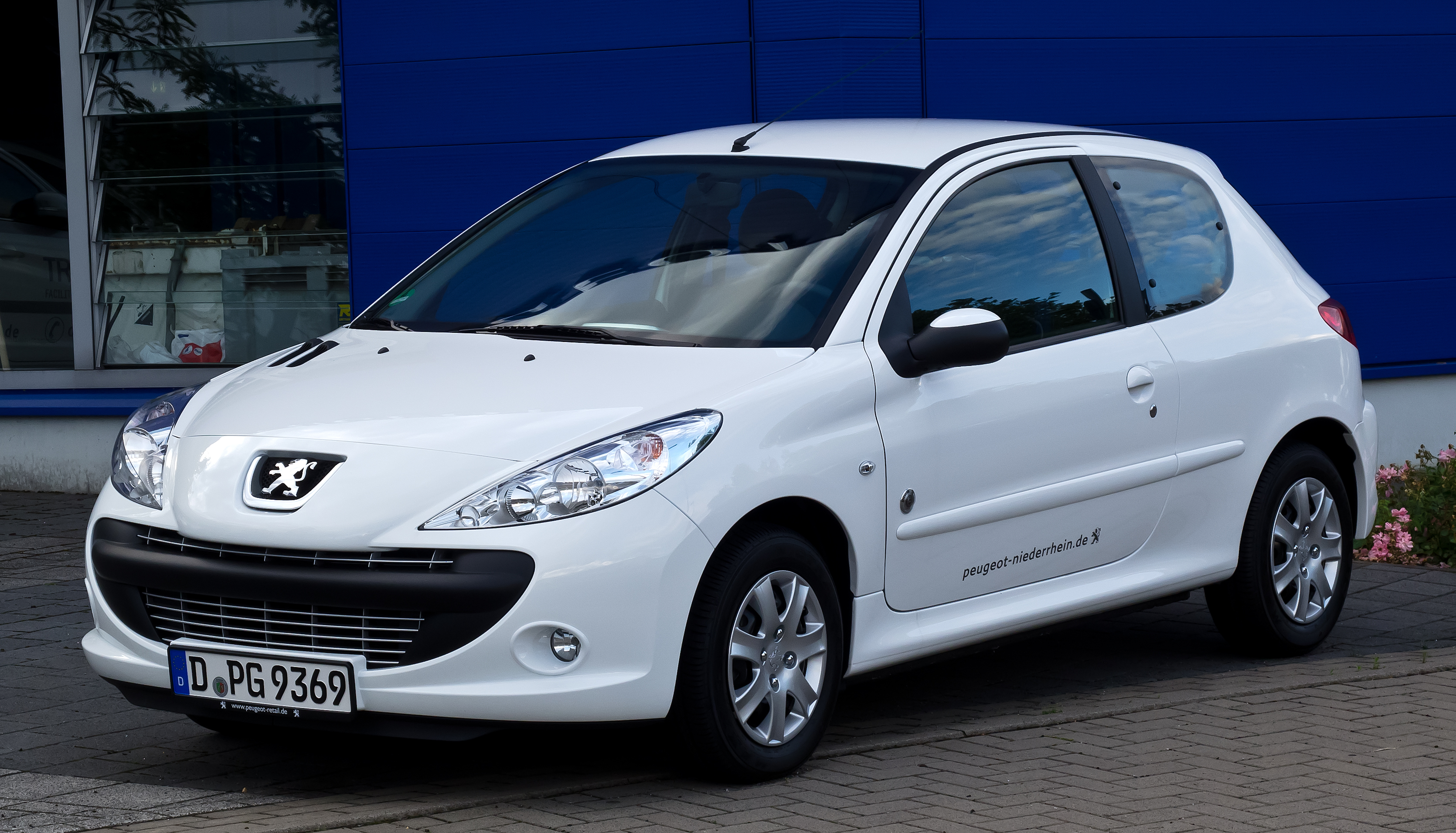
Peugeot 206+ „Generation“ (2012)
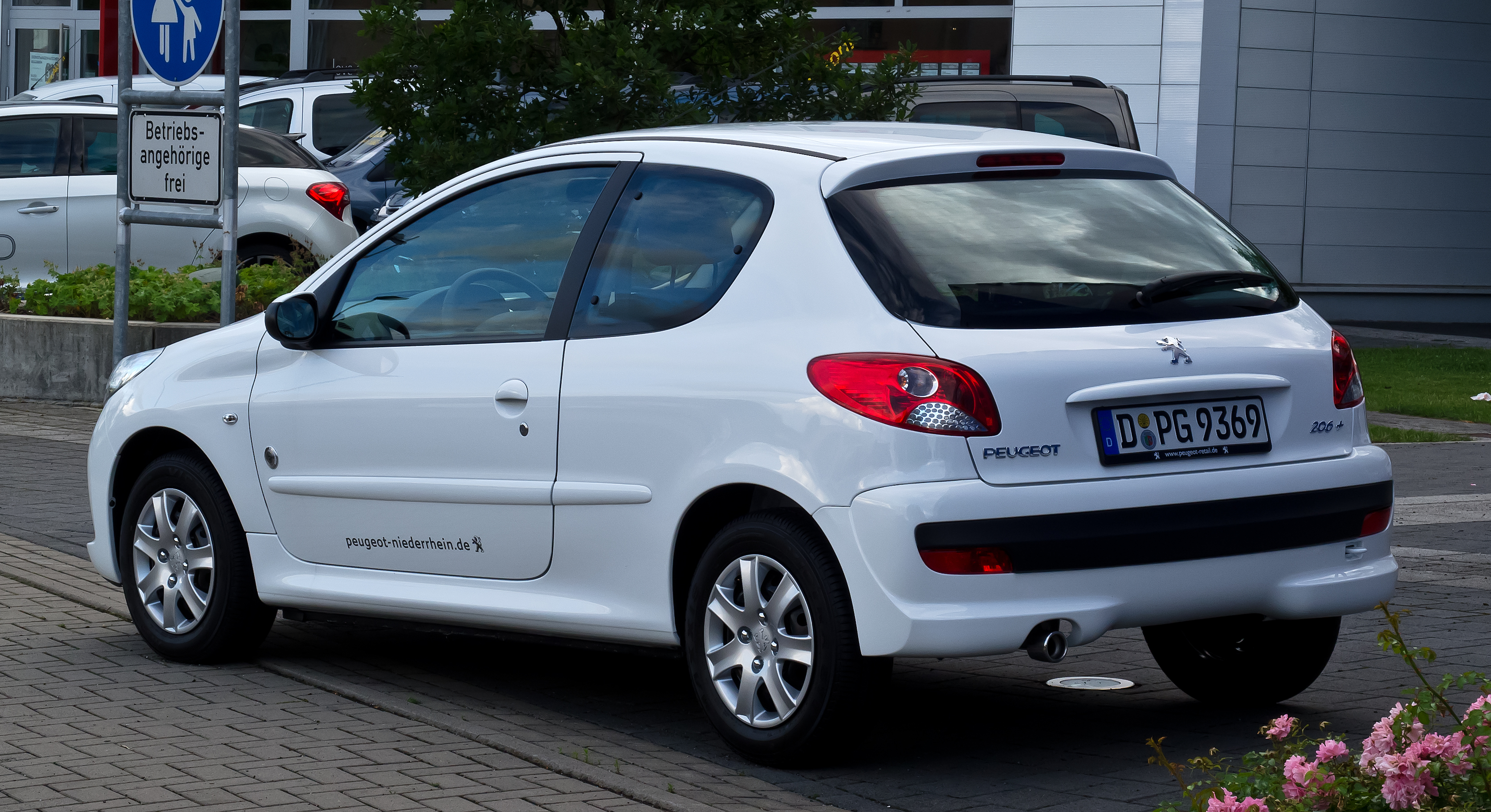
Heckansicht

## Rallyesport

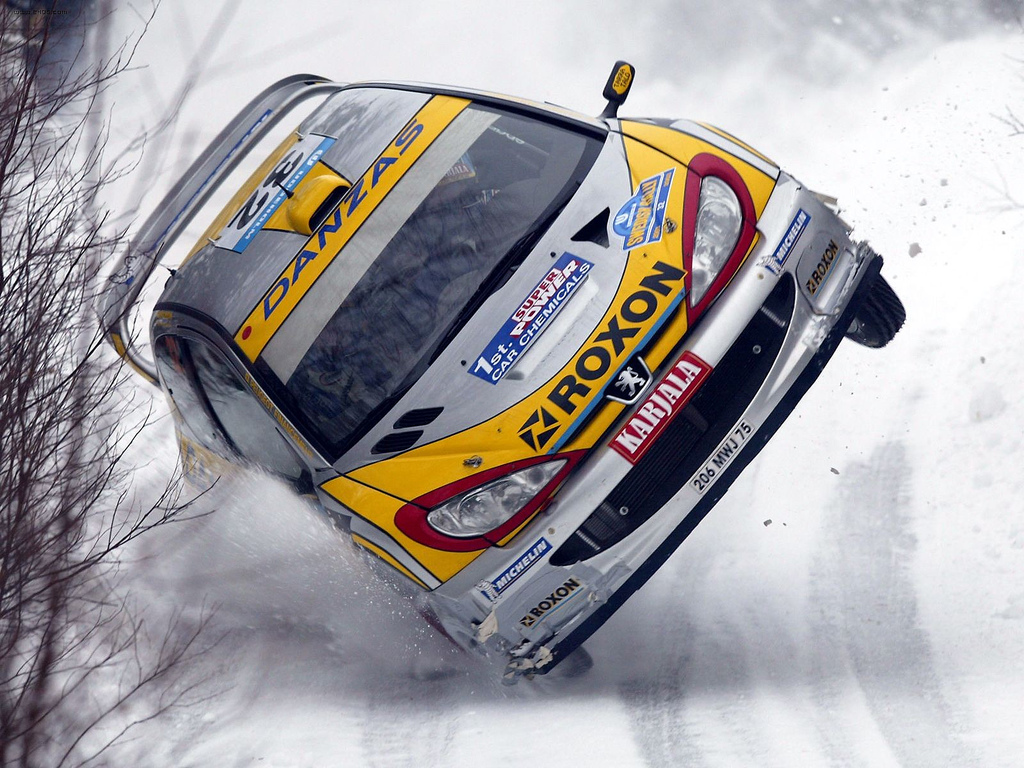
Peugeot 206 WRC bei der Rallye Schweden 2003

1999 führte Peugeot den 206 im Rallyesport ein. Die Version des Werksteams war mit Allradantrieb ausgestattet und brachte Peugeot den größten Erfolg im Rallyesport seit den 1980er-Jahren und dem Vorgängermodell Peugeot 205 ein. Das Auftreten eines mit Allradantrieb und starkem Motor ausgestatteten leichten Kleinwagens inmitten der von großen Limousinen wie dem Subaru Impreza oder dem Mitsubishi Lancer dominierten WRC-Weltmeisterschaft stellte eine kleine Revolution dar. Marcus Grönholm gewann in den Saisons 2000 und 2002 die Fahrerwertung der WRC-Weltmeisterschaft. Darüber hinaus gewann Peugeot mit dem 206 von 2000 bis 2002 drei Mal in Folge die Konstrukteursmeisterschaft der WRC. Der 2004 eingeführte Rally-Nachfolger auf der Basis des 307 konnte den Erfolg seines Vorgängers nicht wiederholen und sich insbesondere nur selten gegen den PSA-internen Konkurrenten Citroën Xsara durchsetzen.
Das 2001 bei einer Rallye Deutschland eingesetzte und von Grönholm pilotierte (Gesamtrang 4) Chassis mit der Nr. C31, offiziell "206 NLN 75" wurde vom Werk in Asphaltkonfiguration aufgebaut und nach nur einem Werkseinsatz weiter verkauft. Dann wurde es vom Bozian Racing Team ab 2004 wieder eingesetzt. Nicolas Vouilloz und Henning Solberg pilotierten den Wagen. Art & Revs bot das Fahrzeug in der Zwischenzeit, nach vorgehender Restauration durch Christophe Vaison und Testfahrt im Juni 2019, zum Verkauf an.
Vom sportlichen Image sollte die mit 130 kW (177 PS), Alurädern und Sportsitzen ausgestattete Version 206 RC profitieren. Aus Lizenzgründen heißt er in Deutschland 206 RC. In anderen Ländern Europas wird er als 206 GTi 180 verkauft.

## Motorvarianten

### Ottomotoren
| Modell | Motor(Typ)    | Hubraum  | Leistung        | Bauzeit   | Varianten          |
| --- | ------------- | -------- | --------------- | --------- | ------------------ |
| 1.1 | TU1JP (HFX)   | 1124 cm³ | 44 kW (60 PS)   | 1998–2012 | Schrägheck, SW     |
| 1.4 | TU3JP (KFX)   | 1360 cm³ | 55 kW (75 PS)   | 1998–2000 | Schrägheck         |
| 1.4 | TU3JP (KFW)   | 1360 cm³ | 55 kW (75 PS)   | 2000–2012 | Schrägheck, SW     |
| 1.4 16V | ET3J4 (KFU)   | 1360 cm³ | 65 kW (88 PS)   | 2003–2006 | Schrägheck, SW     |
| 1.6 | TU5JP (NFZ)   | 1587 cm³ | 65 kW (89 PS)   | 1998–2000 | Schrägheck         |
| 1.6 16V | TU5JP4 (NFU)  | 1587 cm³ | 80 kW (109 PS)  | 2000–2007 | Schrägheck, SW, CC |
| 2.0 16V S16/GT | EW10JA (RFR)  | 1997 cm³ | 99 kW (135 PS)  | 1999–2000 | Schrägheck         |
| 2.0 16V S16 (GTs) | EW10J4 (RFN)  | 1997 cm³ | 100 kW (136 PS) | 2000–2007 | Schrägheck, SW, CC |
| 2.0 16V RC | EW10J4S (RFK) | 1997 cm³ | 130 kW (177 PS) | 2003–2006 | Schrägheck         |
| 2.0 16V RC WRC Edition | EW10J4S (RFK) | 1997 cm³ | 130 kW (177 PS) | 2003–2004 | Schrägheck         |
| Die Bezeichnung GTi 180 ist in manchen Märkten wie Australien und Großbritannien üblich. Die Sondermodelle WRC Edition und GTi CC wurden nur in limitierter Stückzahl produziert. |               |          |                 |           |                    |

### Dieselmotoren
| Modell | Motor(Typ)       | Hubraum  | Leistung       | Bauzeit   | Varianten          |
| --- | ---------------- | -------- | -------------- | --------- | ------------------ |
| 1.4 HDi 1) éco | DV4TD (8HX/HZ)   | 1398 cm³ | 50 kW (68 PS)  | 2001–2012 | Schrägheck, SW     |
| 1.6 HDi 2) 16V (FAP) | DV6TED4 (9HZ/HY) | 1560 cm³ | 80 kW (109 PS) | 2004–2007 | Schrägheck, SW, CC |
| 1.9 D | DW8 (WJY/WJZ)    | 1868 cm³ | 51 kW (70 PS)  | 1998–2001 | Schrägheck         |
| 2.0 HDi | DW10TD (RHY)     | 1997 cm³ | 66 kW (90 PS)  | 2000–2006 | Schrägheck, SW     |
| 1) Das grüne „i“ im HDi-Schriftzug am Heck des 206 weist auf den kleinsten Dieselmotor bzw. den 2.0 HDi mit lang übersetzten Getriebe hin 2) Das rote „i“ im HDi-Schriftzug hingegen weist auf den stärksten Dieselmotor des 206 hin |                  |          |                |           |                    |

## Technische Daten
|                                                                | 1.1 l                                     | 1.4 l                                     | 1.4 l 16V                                 | 1.6 l 16V                                 | 2.0 l 16V                                 | 2.0 l 16V (RC)                            | 1.4 l HDi éco                               | 2.0 l HDi                                   | 1.6 l HDi (FAP)                             |
| -------------------------------------------------------------- | ----------------------------------------- | ----------------------------------------- | ----------------------------------------- | ----------------------------------------- | ----------------------------------------- | ----------------------------------------- | ------------------------------------------- | ------------------------------------------- | ------------------------------------------- |
| Motorbauart und Zylinderanzahl                                 | R4-Ottomotor mit Multi-Point-Einspritzung | R4-Ottomotor mit Multi-Point-Einspritzung | R4-Ottomotor mit Multi-Point-Einspritzung | R4-Ottomotor mit Multi-Point-Einspritzung | R4-Ottomotor mit Multi-Point-Einspritzung | R4-Ottomotor mit Multi-Point-Einspritzung | R4-Dieselmotor mit Common-Rail-Einspritzung | R4-Dieselmotor mit Common-Rail-Einspritzung | R4-Dieselmotor mit Common-Rail-Einspritzung |
| Hubraum                                                        | 1124 cm³                                  | 1360 cm³                                  | 1360 cm³                                  | 1587 cm³                                  | 1997 cm³                                  | 1997 cm³                                  | 1398 cm³                                    | 1997 cm³                                    | 1560 cm³                                    |
| max. Leistung bei 1/min                                        | 44 kW (60 PS) 5500                        | 55 kW (75 PS) 5500                        | 65 kW (88 PS) 5250                        | 80 kW (109 PS) 5800                       | 100 kW (136 PS) 6100                      | 130 kW (177 PS) 7000                      | 50 kW (68 PS) 4000                          | 66 kW (90 PS) 4000                          | 80 kW (109 PS) 4000                         |
| max. Drehmoment bei 1/min                                      | 94 Nm 2700                                | 120 Nm 2800                               | 133 Nm 3250                               | 147 Nm 4000                               | 190 Nm 4100                               | 202 Nm 4750                               | 160 Nm 2000                                 | 205 Nm 1900                                 | 245 Nm 1750                                 |
| Getriebe, serienmäßig                                          | 5-Gang-Schaltgetriebe                     | 5-Gang-Schaltgetriebe                     | 5-Gang-Schaltgetriebe                     | 5-Gang-Schaltgetriebe                     | 5-Gang-Schaltgetriebe                     | 5-Gang-Schaltgetriebe                     | 5-Gang-Schaltgetriebe                       | 5-Gang-Schaltgetriebe                       | 5-Gang-Schaltgetriebe                       |
| Getriebe, optional                                             | -                                         | 4-Stufen-Automatik (nicht SW)             | -                                         | 4-Stufen-Automatik (auch SW)              | -                                         | -                                         | -                                           | -                                           |                                             |
| Höchstgeschwindigkeit                                          | 158 km/h 160 km/h2                        | 170 km/h 160 km/h1 171 km/h2              | 178 km/h 179 km/h2                        | 196 km/h 188 km/h1 194 km/h2              | 210 km/h                                  | 220 km/h                                  | 168 km/h 168 km/h2                          | 179 km/h 179 km/h2                          | 190 km/h 190 km/h2                          |
| Beschleunigung in s von 0–100 km/h                             | 15,4 15,82                                | 12,5 17,31 13,32                          | 12,2 12,72                                | 10,5 12,91 10,52                          | 8,9                                       | 7,4                                       | 14,7 14,12                                  | 12,6 12,32                                  | 10,0 10,42                                  |
| Kraftstoffverbrauch (nach EWG-Richtlinie, kombiniert l/100 km) | 6,3 S 6,5 S2                              | 6,3 S 6,9 S1 6,4 S2                       | 6,5 S 2                                   | 6,7 S 7,5 S1 6,7 S2                       | 7,8 S                                     | 8,6 S                                     | 4,3 D 2                                     | 5,3 D 2                                     | 4,8 D 2                                     |
| CO2-Emission kombiniert in g/km                                | 151 1562                                  | 151 1651 1532                             | 155 2                                     | 161 1791 1592                             | 187                                       | 204                                       | 113 2                                       | 144 2                                       | 126 2                                       |
| Abgasnorm nach EU-Klassifikation                               | Euro 3 + D4                               | Euro 3 + D4                               | Euro 4                                    | Euro 3 + D4                               | Euro 3 + D4                               | Euro 3 + D4                               | Euro 3                                      | Euro 3                                      | Euro 4                                      |

1mit sequenziellem 4-Stufen-Automatikgetriebe

2Modell SW mit 5-Gang-Schaltgetriebe
|                                                                | 60                                        | 73/75                                     | HDi éco 68/70                               | HDi FAP 68/70                               |
| -------------------------------------------------------------- | ----------------------------------------- | ----------------------------------------- | ------------------------------------------- | ------------------------------------------- |
| Motorbauart und Zylinderanzahl                                 | R4-Ottomotor mit Multi-Point-Einspritzung | R4-Ottomotor mit Multi-Point-Einspritzung | R4-Dieselmotor mit Common-Rail-Einspritzung | R4-Dieselmotor mit Common-Rail-Einspritzung |
| Hubraum                                                        | 1124 cm³                                  | 1360 cm³                                  | 1398 cm³                                    | 1398 cm³                                    |
| max. Leistung bei 1/min                                        | 44 kW (60 PS) 5500                        | 55 kW (75 PS) 5500                        | 50 kW (68 PS) 4000                          | 50 kW (68 PS) 4000                          |
| max. Drehmoment bei 1/min                                      | 94 Nm 3300                                | 120 Nm 3400                               | 160 Nm 2000                                 | 160 Nm 2000                                 |
| Getriebe                                                       | 5-Gang-Schaltgetriebe                     | 5-Gang-Schaltgetriebe                     | 5-Gang-Schaltgetriebe                       | 5-Gang-Schaltgetriebe                       |
| Höchstgeschwindigkeit                                          | 159 km/h                                  | 173 km/h                                  | 169 km/h                                    | 169 km/h                                    |
| Beschleunigung in s von 0–100 km/h                             | 16,1                                      | 13,1                                      | 13,8                                        | 13,8                                        |
| Kraftstoffverbrauch (nach EWG-Richtlinie, kombiniert l/100 km) | 5,7 S                                     | 6,3 S                                     | 4,2 D                                       | 4,0 D                                       |
| CO2-Emission kombiniert in g/km                                | 135                                       | 150                                       | 110                                         | 104                                         |
| Abgasnorm nach EU-Klassifikation                               | Euro 4                                    | Euro 4                                    | Euro 4                                      | Euro 5                                      |

## Trivia
Bei dem seit Herbst 2006 in China verkauften Citroën C2 handelt es sich nicht um das europäische C2-Modell, sondern um einen umgelabelten und einem Facelift unterzogenen 206.
Seit Frühjahr 2009 wird der 206 in Europa unter dem Namen 206+ verkauft. Dieses Modell wird in Südamerika bereits als Peugeot 207 Compact vertrieben.
Er soll die große Lücke zwischen 107 und 207 füllen, die durch die Einstellung des 106 entstanden ist.
Die 206, 206 SD und 207i (der Name der 206+ in Iran) werden bei Iran Khodro immer noch produziert und gehören zu den meistverkauften Autos im Jahre 2016.